# Römer (Francfort-sur-le-Main)
Pour les articles homonymes, voir Römer.
Le Römer est depuis le XVe siècle l'hôtel de ville de Francfort-sur-le-Main en Allemagne. Il se trouve sur le Römerberg, la place centrale du vieux Francfort. Depuis la Bulle d'or de 1356 et jusqu'à l'ultime élection de 1792, le Römer est le lieu où sont élus les empereurs du Saint-Empire romain germanique.
Les bombardements aériens de Francfort-sur-le-Main durant la Seconde Guerre mondiale n'ont laissé intacts que la façade et le rez-de-chaussée des bâtiments médiévaux. La structure reconstruite est celle d'un immeuble de bureaux moderne dans le style du début des années 1950.